# Natalliah Whyte
Pour les articles homonymes, voir Whyte.
Natalliah Whyte (née le 9 août 1997) est une athlète jamaïcaine, spécialiste des épreuves de sprint.

## Biographie
Elle participe aux épreuves d'athlétisme aux Jeux olympiques de la jeunesse en août 2014 où elle remporte le titre sur le 200 m en 23 s 55. Elle fut également un mois plutôt vice-championne mondiales sur le relais 4×100m aux championnats du monde juniors d'athlétisme 2014.
Le sprint jamaïcain étant hyper concurrentielle dominé notamment par Shelly-Ann Fraser-Pryce, elle ne compte pas beaucoup de sélections dan s les épreuves internationales.
Sans participer aux épreuves individuelle, elle décroche la médaille d'or dans l'épreuve de relais 4×100m aux championnats du monde 2019 à Doha ayant participé aux épreuves des séries et de la final comme 1re relayeuse.

## Palmarès
| Date | Compétition           | Lieu       | Résultat | Épreuve   | Temps   |
| ---- | --------------------- | ---------- | -------- | --------- | ------- |
| 2019 | Championnats du monde | Doha       | 1re      | 4 x 100 m | 41 s 44 |
| 2022 | Jeux du Commonwealth  | Birmingham | 2e       | 4 x 100 m | 43 s 08 |
| 2022 | Championnats NACAC    | Freeport   | 3e       | 4 x 100 m | 43 s 39 |

## Records
| Épreuve | Temps   | Lieu         | Date          |
| ------- | ------- | ------------ | ------------- |
| 100 m   | 10 s 97 | Jacksonville | 30 avril 2022 |
| 200 m   | 22 s 39 | Nashville    | 3 juin 2023   |
| 400 m   | 55 s 46 | Kingston     | 24 mai 2014   |